# Prosternon sericeum
Prosternon sericeum is een keversoort uit de familie kniptorren (Elateridae). De wetenschappelijke naam van de soort is voor het eerst geldig gepubliceerd in 1824 door Gebler.